# Tarentule (groupe)
Pour les articles homonymes, voir Tarentule (homonymie).
Tarentule est un groupe de musique folk français. Il est formé en 1974 et séparé en 1978.

## Biographie
Le groupe est formé en 1974,. Le groupe tournera beaucoup sur la scène folk avant d'enregistrer son unique album en avril 1977.
L'unique album (éponyme) de Tarentule, enregistré en avril 1977, sort l'année suivante chez Arfolk. L'essentiel du répertoire est tiré de recueils de chansons traditionnelles françaises du type Canteloube ou Barbillat-Touraine, et de recueils de danses datées de la Renaissance. Y figurent également quelques collectages réalisés par les membres du groupe, dont l'action est demeurée concentrée sur le Poitou et la région du Centre. Tarentule utilise des instruments anciens tels que le courtaud, la mandole ou le mandoloncelle, hérités du Moyen Âge auxquels s'ajoutent des chants grégoriens, en chœurs ou a cappella. Les thèmes abordés sont la désertion, le départ à l'armée (Le Déserteur du régiment d'Auvergne, Adieu ma si charmante blonde), les chansons de meunières (L'Oiseau de la meunière), les traditions paysannes liées aux mois de l'année (Trimousette) mais aussi le Noël bourguignon interprété en vieux français avec Au saint Nau.
Fin 1978, Tarentule se sépare en 2 groupes différents : Lasbleiz formera en 1982 à Paris le groupe breton Ti Jaz, tandis que les trois autres évolueront vers une musique folk d'Europe de l'est en formant le groupe Taraf,.

## Style musical
Le style musical de Tarentule exploite la veine de la musique traditionnelle pré-classique avec un respect des traditions en utilisant certains instruments comme le psaltérion, mandole, mandoloncelle, courtaud, cornet à pistons, concertina, guitare portugaise, vielle à roue.

## Discographie
- 1978 : Tarentule[2]

## Membres
- Jean-Patrick Hélard — violon, guitare, psaltérion, percussions
- José Ponzone — chant, mandoloncelle, cornet à pistons, courtaud, flûte à bec, vielle à roue, violoncelle, percussions
- Bernard Lasbleiz — chant, accordéon, concertina, percussions
- Alain Rolland — chant, mandole, violon, psaltérion, dulcimer, violoncelle, guitare portugaise, percussions